# Lupus Dei
Lupus Dei (lat. für „Der Wolf Gottes“) ist das zweite Album der deutschen Power-Metal-Band Powerwolf. Es wurde am 7. Mai 2007 bei Metal Blade Records veröffentlicht.

## Entstehungsgeschichte
Das Songwriting begann zunächst bei den Refrains und Hooklines, die die Basis für den Song festlegten. Erst später wurden die Verse und Strophen komponiert.
Das Album wurde im SU2 Studio im saarländischen Illingen eingespielt. Die Choraufnahmen fanden in der Wintringer Kapelle nahe der französischen Grenze statt. Weitere Aufnahmen wurden in Moburec, Uelversheim abgehalten. Für das Mastering reiste die Band zu Fredrik Nordström ins Studio Fredman, Göteborg, Schweden.

## Veröffentlichung
Das Album wurde am 7. Mai 2007 in verschiedenen Fassungen veröffentlicht. Das Cover zeigt einen betenden Wolfsmenschen und wurde von Niklas Sundin gezeichnet. Neben der normalen CD-Version erschien das Album als Download und als LP. Die Enhanced-CD-Version enthält fünf Bandbiografien im Word-Format sowie Cover, Bandfotos und Logo als Bilddateien. Die Digipak-Version enthält die drei Video-Bonustracks Impressions from the „Europe in Bloodred“ European Tour 2005, Mr. Sinister (live) und The Kiss of the Cobra King (live). Am 11. November 2022 wurde anlässlich des 15. Jubiläums des Albums eine Neuauflage, sowohl als Doppel-CD als auch LP, veröffentlicht. Diese enthält zusätzlich die Bonus-EP The Lupus Dei Demos.

## Titelliste

### Album
1. Lupus Daemonis (Intro) – 1:17
2. We Take It From the Living – 4:04
3. Prayer in the Dark – 4:20
4. Saturday Satan – 5:18
5. In Blood We Trust – 3:03
6. Behind the Leathermask – 4:35
7. Vampires Don't Die – 3:09
8. When the Moon Shines Red – 4:25
9. Mother Mary Is a Bird of Prey – 3:16
10. Tiger of Sabrod – 3:53
11. Lupus Dei – 6:08

### The Lupus Dei Demos
1. Lupus Daemonis (Intro) (Demo Version) – 1:33
2. We Take It From the Living (Demo Version) – 4:02
3. Saturday Satan (Demo Version) – 4:56
4. Behind the Leathermask (Demo Version) – 4:26
5. Vampires Don't Die (Demo Version) – 3:05
6. Tiger of Sabrod (Demo Version) – 3:58

## Musikstil
Nach dem Doom-orientierten Debüt setzte die Band mehr auf Einflüsse aus dem Power Metal. Die Texte sind auf dem Album spirituell gehalten und ähnlich wie auf den späteren Alben stark sarkastisch, um nicht zu sagen blasphemisch gehalten. Das Album handelt konzeptuell von der Götzenverehrung und wurde als Konzeptalbum verfasst. Protagonist ist der „Wolf“, ein gottesgläubiges Wesen, das jedoch mit seinem Glauben hadert und schließlich fällt. Er wird böse und unterzeichnet einen Vertrag mit Satan, der ihn schließlich immer blutrünstiger werden lässt. Doch plötzlich beginnt er Lichtblitze zu sehen und erkennt die Götzenverehrung verschiedener Gruppen. Am Ende erblickt er schließlich Gott.

## Rezeption
Metal.de schrieb: „Auch hier werden wieder höchst gekonnt ergreifende Melodien mit starken Riffs gepaart, dass sich bald ein gewisser Zwang ergibt, die Platte wieder und wieder rauf und runter zu hören.“ Die Webseite resümierte: „Alles in allem wird das Debüt zwar nicht ganz erreicht, dafür ist der Spaßfaktor aber noch um zwei Nummern höher, und Powerwolf erweisen sich einmal mehr als wahre Hitmaschine.“ Musikreviews.de sah den „Hymnenanteil“ gegenüber dem Debüt „diesmal noch mal deutlich erhöht“. Das Fazit lautete: „Ob man den zugegebenermaßen nicht sonderlich anspruchsvollen Powerwolf-Stil nun True, Power oder einfach nur Heavy Metal nennt: Dieser Sack voll Hymnen macht mächtig Laune und ist bestens für die unbeschwerte Bangerrunde geeignet.“

## Gäste
- Francesco Cottone: Leitung des Chores
- David Buballa: Leitung des Orchesters
- Weiblicher Chor der Musikhochschule Saarbrücken und Saarbrücker Gemischter Herrenchor